# The Majestic Sunday Night
『The Majestic Sunday Night』（ザ・マジェスティック サンデーナイト）は、FM COCOLOで放送されているラジオ番組である。
2010年4月10日から2013年3月30日までは『THE MAJESTIC SATURDAY』（ザ・マジェスティック サタデー）、2013年4月7日から2016年3月27日までは『THE MAJESTIC SUNDAY』（ザ・マジェスティック サンデー）、2016年4月2日から2025年3月29日までは『THE MAJESTIC SATURDAY NIGHT』（ザ・マジェスティック サタデーナイト）の番組名で放送されていた。

## 概要
2010年4月10日より毎週土曜日午後に『THE MAJESTIC SATURDAY』の番組名で放送開始。音楽をはじめ、カルチャーやエンターテイメント、国際情報などを紹介していた。当初は東京のWHOLE EARTH STUDIO（当時は関西インターメディアが運営）から生放送を行なっていたが、その後は南森町のFM COCOLOスタジオ（2012年4月1日よりFM802が1局2波体制で放送）から生放送を行なっている。
2013年4月7日より毎週日曜日午後へと移動し、番組名も『THE MAJESTIC SUNDAY』に改題した。
2016年4月2日より毎週土曜日夜へと移動し、番組名も『THE MAJESTIC SUNDAY』に改題した。番組内容もロックから洋楽・邦楽を問わずに選曲するほか、ライブやアルバム情報の紹介、不定期でゲストとのスペシャルトークを行うプログラムとなった。
2025年4月6日より毎週日曜日夜へと移動し、番組名も『The Majestic Sunday Night』に改題した。番組内容は、時代と国境を問わずロックとロールを感じる音楽を選曲するほか、『THE MAJESTIC SATURDAY NIGHT』のスピリットを継承した上で、アーティストインタビューやロックファンが注目するニューアルバム特集、アートや映画など、様々なカルチャー体験を紹介するプログラムとなった。

## DJ
- ちわきまゆみ

## 放送時間
| 放送期間                      | 放送時間             | 番組名                      |
| ----------------------------- | -------------------- | --------------------------- |
| 2010年4月10日 - 2013年3月30日 | 土曜日 13:00 - 18:00 | THE MAJESTIC SATURDAY       |
| 2013年4月7日 - 2016年3月27日  | 日曜日 14:00 - 18:00 | THE MAJESTIC SUNDAY         |
| 2016年4月2日 - 2025年3月29日  | 土曜日 21:00 - 23:00 | THE MAJESTIC SATURDAY NIGHT |
| 2025年4月6日 -                | 日曜日 21:00 - 22:00 | The Majestic Sunday Night   |